# Acrocarpus fraxinifolius
Acrocarpus fraxinifolius – gatunek roślin z rodziny bobowatych (Fabaceae). Reprezentuje monotypowy rodzaj Acrocarpus Wight ex Arn. Gatunek występuje w górskich lasach deszczowych na obszarze od Indii, przez Birmę po Jawę. Uprawiany także w Ameryce Środkowej i Afryce. Stanowi ważne źródło surowca drzewnego. Ma masywny pień, a roczne przyrosty wynoszą co najmniej 3 m.

## Morfologia
PokrójDrzewa osiągające ponad 50 m wysokości.
LiścieSkrętoległe, okazałe, podwójnie pierzaste, z listkami naprzeciwległymi, osadzonymi na krótkich ogonkach. Liście zrzucane są w porze chłodnej lub suchej.
KwiatyObupłciowe, wyrastają w pojedynczych, gęstych gronach z kątów liści lub skupionych po 2–3 na szczytach pędów. Działek kielicha jest 5 i są nierówne, w przeciwieństwie do 5 płatków korony. Płatki są około dwukrotnie dłuższe od działek, szkarłatne. Pręcików jest 5. Zalążnia zawiera liczne zalążki.
OwoceDługie, spłaszczone strąki zawierające liczne nasiona.